# Kik (województwo opolskie)
Kik – wieś w Polsce położona w województwie opolskim, w powiecie oleskim, w gminie Praszka, w sołectwie Przedmość.
W latach 1975–1998 miejscowość administracyjnie należała do województwa częstochowskiego.
W okresie międzywojennym w miejscowości stacjonowała placówka Straży Celnej „Kik”, a po reorganizacji placówka Straży Granicznej I linii „Kik”.